# 馬來西亞挑戰盃
馬來西亞挑戰盃（英語：Malaysia Challenge Cup）是一項馬來西亞足球盃賽賽事，由馬來西亞足球協會主辦，於2018年首辦。
本項賽事成立的目的主要，是為那些未能憑聯賽成績獲得馬來西亞盃參賽資格的馬來西亞超級足球聯賽和馬來西亞首要足球聯賽球隊，提供另一項賽事競逐。將來，挑戰盃冠軍可能有機會獲得馬來西亞盃的參賽資格，並從而重新訂立馬來西亞盃的參賽資格。

## 賽制
8支參賽球隊會分成兩組，以主客兩回合形式進行。每組首名和次名可晉級淘汰賽階段，淘汰賽同樣以主客場形式進行。馬來西亞挑戰盃會與馬來西亞盃同時期進行，但挑戰盃會於週中進行，馬來西亞盃則會於週五、六或日進行。目前参赛队伍为登嘉楼二队、马来西亚国立大学、森美兰、砂拉越、柔佛DT二队、马来西亚武装部队、玛拉工艺大学和槟城。

## 歷屆決賽
| 球季 | 冠軍       | 總比數 | 亞軍             |
| ---- | ---------- | ------ | ---------------- |
| 2018 | 登嘉樓二隊 | 4–2    | 馬來西亞國立大學 |

## 球會成績
| 球會             | 冠軍 | 亞軍 | 冠軍年份 | 亞軍年份 |
| ---------------- | ---- | ---- | -------- | -------- |
| 登嘉樓二隊       | 1    | 0    | 2018     |          |
| 馬來西亞國立大學 | 0    | 1    |          | 2018     |

## 外部連結
- footballmalaysia.com[永久]